# Твін-Лейкс (Каліфорнія)
Твін-Лейкс (англ. Twin Lakes) — переписна місцевість (CDP) в США, в окрузі Санта-Крус штату Каліфорнія. Населення — 4944 особи (2020).

## Географія
Твін-Лейкс розташований за координатами 36°57′42″ пн. ш. 121°59′30″ зх. д. / 36.96167° пн. ш. 121.99167° зх. д. (36.961704, -121.991647).  За даними Бюро перепису населення США в 2010 році переписна місцевість мала площу 3,14 км², з яких 1,79 км² — суходіл та 1,35 км² — водойми.

## Демографія
Згідно з переписом 2010 року, у переписній місцевості мешкало 4917 осіб у 2223 домогосподарствах у складі 1003 родин. Густота населення становила 1568 осіб/км².  Було 2741 помешкання (874/км²).
Расовий склад населення:
| - 79,3 % — білих - 2,6 % — азіатів - 1,4 % — чорних або афроамериканців - 1,2 % — корінних американців - 0,2 % — вихідців з тихоокеанських островів - 10,9 % — осіб інших рас |

До двох чи більше рас належало 4,4 %. Частка іспаномовних становила 22,6 % від усіх жителів.
За віковим діапазоном населення розподілялося таким чином: 15,7 % — особи молодші 18 років, 70,0 % — особи у віці 18—64 років, 14,3 % — особи у віці 65 років та старші. Медіана віку мешканця становила 36,8 року. На 100 осіб жіночої статі у переписній місцевості припадало 94,8 чоловіків;  на 100 жінок у віці від 18 років та старших — 91,4 чоловіків також старших 18 років.
Середній дохід на одне домашнє господарство  становив 76 800 доларів США (медіана — 50 802), а середній дохід на одну сім'ю — 89 240 доларів (медіана — 70 199). Медіана доходів становила 62 500 доларів для чоловіків та 42 225 доларів для жінок. За межею бідності перебувало 15,6 % осіб, у тому числі 29,9 % дітей у віці до 18 років та 10,5 % осіб у віці 65 років та старших.
Цивільне працевлаштоване населення становило 2774 особи. Основні галузі зайнятості: освіта, охорона здоров'я та соціальна допомога — 28,2 %, мистецтво, розваги та відпочинок — 15,5 %, роздрібна торгівля — 13,6 %.